# Discografia formației Skillet
Discografia formației Skillet constă în 8 albume studio, două albume live, 3 EP-uri, 3 albume video, două compilații, 17 videoclipuri și 58 discuri single.
Formația Skillet a fost înființată în 1996, de John Cooper, fostul solist al trupei de rock progresiv Seraph, și de Ken Steorts, fostul chitarist al formației Urgent Cry.Albumul de debut al formației, numit Skillet a fost lansat pe data de 29 octombrie, 1996, la casele de discuri Ardent Records și Sparrow Records.
Două din albumele studio, Collide și Comatose, au fost nominalizate la Premiul Grammy. Albumul Awake a fost certificat cu Platină și a debutat pe nr. 2 în topul Billboard 200, iar albumul Comatose a fost certificat cu Aur de către RIAA.De asemenea, albumul Awake
este cel mai vândut album al formației (1,100,000 vânzări la nivelul SUA), fiind urmat de Comatose (740,000 vânzări la nivelul SUA).

## Albume studio
| An   | Detalii album                                                                                         | Poziții în clasamente | Poziții în clasamente | Poziții în clasamente | Poziții în clasamente | Poziții în clasamente | Poziții în clasamente | Vânzări        | Certificări |
| An   | Detalii album                                                                                         | US                    | US Christ.            | US Heat.              | US Rock               | JPN                   | NZL                   | Vânzări        | Certificări |
| ---- | --- | --------------------- | --------------------- | --------------------- | --------------------- | --------------------- | --------------------- | -------------- | ----------- |
| 1996 | Skillet - Lansare: 29 octombrie, 1996 - Case de discuri: Ardent/Sparrow - Format: CD                  | —                     | —                     | —                     | —                     | —                     | —                     | US: 35,000+    |             |
| 1998 | Hey You, I Love Your Soul - Lansare:21 aprilie, 1998 - Case de discuri: Ardent/ForeFront - Format: CD | —                     | 25                    | —                     | —                     | —                     | —                     | US: 17,000+    |             |
| 2000 | Invincible - Lansare: 1 februarie , 2000 - Case de discuri: Ardent/ForeFront - Format: CD             | —                     | 13                    | 22                    | —                     | —                     | —                     | US: 38,000+    |             |
| 2001 | Alien Youth - Lansare: 28 august, 2001 - Casă de discuri: Ardent - Format: CD                         | 141                   | 4                     | 4                     | —                     | —                     | —                     | US: 133,000+   |             |
| 2003 | Collide - Lansare: 18 noiembrie, 2003 - Case de discuri: Lava/Ardent/SRE - Format: CD                 | 179                   | 9                     | 5                     | —                     | —                     | —                     | US: 320,000+   |             |
| 2006 | Comatose - Lansare: 3 octombrie, 2006 - Case de discuri: Lava/Ardent/Atlantic - Format: CD            | 55                    | 4                     | —                     | 19                    | —                     | —                     | US: 740,000+   | US: x1      |
| 2009 | Awake - Lansare: 25 august, 2009 - Case de discuri: Lava/Ardent/Atlantic - Format: CD                 | 2                     | 1                     | —                     | 2                     | 68                    | 9                     | US: 1,100,000+ | US: x1      |
| 2013 | Rise - Lansare: 25 iunie, 2013 - Case de discuri: Word/Atlantic - Format: CD                          | 4                     | 1                     | —                     | 1                     | 83                    | —                     | US: 270,000    |             |
| 2016 | Unleashed - Lansare: 5 august 2016 - Case de discuri: Atlantic - Format:CD                            |                       |                       |                       |                       |                       |                       |                |             |
| 2019 | Victorious - Lansare: 2 august 2019 - Case de discuri: Atlantic Records - Format: CD                  |                       |                       |                       |                       |                       |                       |                |             |

## Albume video
| An   | Detalii                                                                                                   |
| ---- | --- |
| 2002 | Alien Youth: The Unplugged Invasion - Lansare: 19 noiembrie, 2002 - Casă de discuri: Ardent - Format: DVD |
| 2008 | Comatose Comes Alive - Lansare: 21 octombrie, 2008 - Case de discuri: Lava/Ardent/Atlantic - Format: DVD  |
| 2013 | Awake and Live - Lansare: 25 iunie, 2013 - Case de discuri: Atlantic/Word - Format: DVD                   |

## Albume live
| 2000             | Ardent Worship - Lansare: 29 septembrie , 2000 - Casă de discuri: Ardent - Format: CD                          | —   | 33 | US: 35,000+ |
| 2008             | Comatose Comes Alive - Lansare: 21 octombrie, 2008 - Case de discuri: Lava/Ardent/Atlantic - Format: CD (+DVD) | 164 | 14 |             |
| "—" nu sunt date | |     |    |             |

## Compilații
| An   | Detalii                                                                                              |
| ---- | --- |
| 2010 | The Early Years (1996–2001) - Lansare: 27 iulie, 2010 - Casă de discuri: Ardent Records - Format: CD |
| 2012 | The Platinum Collection - Lansare: 13 noiembrie, 2012 - Casă de discuri: Ardent Records - Format: CD |

## EP-uri
| An   | Detalii                                                                                           |
| ---- | ------------------------------------------------------------------------------------------------- |
| 2007 | The Older I Get - Lansare: 2007 - Casă de discuri: Ardent - Format: DI                            |
| 2010 | iTunes Session - Lansare: 2010 - Casă de discuri: Atlantic - Format: DI                           |
| 2011 | Awake and Remixed - Lansare: 22 martie, 2011 - Case de discuri: Lava/Ardent/Atlantic - Format: DI |

## Discuri single

### 1997 - 1998
| 1997             | "I Can"                     | — | 4  | Skillet                   |
| 1997             | "Gasoline"                  | — | —  | Skillet                   |
| 1997             | "Saturn"                    | — | —  | Skillet                   |
| 1997             | "My Beautiful Robe"         | — | 4  | Skillet                   |
| 1998             | "Hey You, I Love Your Soul" | — | 1  | Hey You, I Love Your Soul |
| 1998             | "Locked in a Cage"          | — | 1  | Hey You, I Love Your Soul |
| 1998             | "More Faithful"             | 8 | —  | Hey You, I Love Your Soul |
| 1998             | "Suspended in You"          | — | 3  | Hey You, I Love Your Soul |
| 1998             | "Take"                      | — | 10 | Hey You, I Love Your Soul |
| 1998             | "Whirlwind"                 | — | —  | Hey You, I Love Your Soul |
| "—" nu sunt date |                             |   |    |                           |

### 2000 - 2004
| An   | Single                      | US Christian | US Christian | Album          |
| An   | Single                      | CHR          | Rock         | Album          |
| ---- | --------------------------- | ------------ | ------------ | -------------- |
| 2000 | "Best Kept Secret"          | —            | 1            | Invincible     |
| 2000 | "Invincible"                | —            | 7            | Invincible     |
| 2000 | "You're Powerful"           | —            | 1            | Invincible     |
| 2000 | "Come On to the Future"     | —            | —            | Invincible     |
| 2000 | "Rest"                      |              | —            | Invincible     |
| 2000 | "The One"                   | —            | —            | Invincible     |
| 2000 | "You Take My Rights Away"   | —            | —            | Invincible     |
| 2000 | "Shout to the Lord"         | —            | —            | Ardent Worship |
| 2000 | "Your Name Is Holy"         | —            | —            | Ardent Worship |
| 2001 | "Alien Youth"               | —            | 1            | Alien Youth    |
| 2001 | "Eating Me Away"            | —            | —            | Alien Youth    |
| 2001 | "Rippin' Me Off"            | —            | —            | Alien Youth    |
| 2001 | "Stronger"                  | —            | —            | Alien Youth    |
| 2001 | "You Are My Hope"           | 4            | —            | Alien Youth    |
| 2002 | "Earth Invasion"            | —            | —            | Alien Youth    |
| 2002 | "Kill Me, Heal Me"          | —            | 2            | Alien Youth    |
| 2002 | "Vapor"                     | —            | 2            | Alien Youth    |
| 2002 | "One Real Thing"            | 6            | —            | Alien Youth    |
| 2003 | "The Thirst Is Taking Over" | —            | 18           | Alien Youth    |
| 2003 | "Will You Be There"         | —            | 19           | Alien Youth    |
| 2004 | "Forsaken"                  | —            | —            | Collide        |
| 2004 | "My Obsession"              | —            | 2            | Collide        |
| 2004 | "Savior"                    | 12           | 1            | Collide        |
| 2004 | "Open Wounds"               | —            | 2            | Collide        |

### 2005 - 2009
| An               | Single                    | US Christian | US Christian | US Christian | Mainstream | Mainstream | Mainstream | Certificări | Album    |
| An               | Single                    | CHR          | Hot Songs    | Rock         | US         | US Main.   | US Rock    | Certificări | Album    |
| ---------------- | ------------------------- | ------------ | ------------ | ------------ | ---------- | ---------- | ---------- | ----------- | -------- |
| 2005             | "Under My Skin"           | —            | —            | 3            | —          | —          | —          |             | Collide  |
| 2005             | "Collide"                 | —            | —            | 6            | —          | —          | —          |             | Collide  |
| 2005             | "A Little More"           | 4            | —            | —            | —          | —          | —          |             | Collide  |
| 2006             | "Rebirthing"              | 4            | 9            | 1            | —          | —          | —          |             | Comatose |
| 2006             | "Whispers in the Dark"    | —            | —            | 1            | —          | 34         | —          | US: ×1      | Comatose |
| 2006             | "The Older I Get"         | 1            | 14           | 1            | —          | 27         | —          |             | Comatose |
| 2007             | "The Last Night"          | 1            | 16           | 1            | —          | 38         | —          |             | Comatose |
| 2007             | "Comatose"                | —            | —            | 1            | —          | —          | —          |             | Comatose |
| 2008             | "Live Free or Let Me Die" | —            | —            | 3            | —          | —          | —          |             | Comatose |
| 2008             | "Those Nights"            | 1            | —            | 1            | —          | —          | —          |             | Comatose |
| 2009             | "Better than Drugs"       | —            | —            | —            | —          | —          | —          |             | Comatose |
| 2009             | "Hero"                    | 1            | 29           | 1            | -          | 15         | 35         | US: ×1      | Awake    |
| "—" nu sunt date |                           |              |              |              |            |            |            |             |          |

### 2010 - prezent
| An               | Single                  | US Christian | US Christian | US Christian | US Christian | Mainstream | Mainstream | Mainstream | Mainstream  | Mainstream    | Certificări | Album |
| An               | Single                  | CHR          | Hot Songs    | Airplay      | Rock         | US         | US Rock    | US Main.   | Active Rock | Heritage Rock | Certificări | Album |
| ---------------- | ----------------------- | ------------ | ------------ | ------------ | ------------ | ---------- | ---------- | ---------- | ----------- | ------------- | ----------- | ----- |
| 2010             | "Monster"               | —            | —            | —            | 2            | 101        | 20         | 4          | 4           | 15            | US: ×1      | Awake |
| 2010             | "Awake and Alive"       | 3            | 30           | —            | 1            | 100        | 13         | 2          | 1           | 15            | US: ×1      | Awake |
| 2010             | "Forgiven"              | 1            | 23           | —            | 1            | —          | —          | —          | —           | —             |             | Awake |
| 2011             | "Lucy"                  | 12           | 49           | —            | 21           | —          | —          | —          | —           | —             |             | Awake |
| 2011             | "It's Not Me, It's You" | —            | —            | —            | —            | —          | 30         | 11         | 11          | 17            |             | Awake |
| 2011             | "One Day Too Late"      | 2            | 28           | —            | 9            | —          | —          | —          | —           | —             |             | Awake |
| 2013             | "Sick of It"            | —            | 20           | —            | 1            | —          | 22         | 9          | 8           | 15            |             | Rise  |
| 2013             | "American Noise"        | 1            | 34           | —            | 25           | —          | —          | —          | —           | —             |             | Rise  |
| 2013             | "Not Gonna Die"         | —            | 13           | —            | 1            | —          | 28         | 9          | 21          | 22            |             | Rise  |
| 2013             | "Fire and Fury"         | 5            | 34           | 33           | —            | —          | —          | —          | —           | —             |             | Rise  |
| 2014             | "What I Believe"        | 11           | —            | —            | —            | —          | —          | —          | —           | —             |             | Rise  |
| 2014             | "Rise"                  | —            | —            | —            | 33           | —          | 31         | 26         | —           | —             |             | Rise  |
| "—" nu sunt date |                         |              |              |              |              |            |            |            |             |               |             |       |

## Videoclipuri
| An   | Titlu                  | Referință |
| ---- | ---------------------- | --------- |
| 1996 | "Gasoline"             | [ 25 ]    |
| 1996 | "Saturn"               | [ 26 ]    |
| 1996 | "I Can"                | [ 27 ]    |
| 1998 | "More Faithful"        | [ 28 ]    |
| 2000 | "Best Kept Secret"     | [ 29 ]    |
| 2001 | "Alien Youth"          | [ 30 ]    |
| 2003 | "Savior"               | [ 31 ]    |
| 2006 | "Rebirthing"           | [ 32 ]    |
| 2006 | "Whispers in the Dark" | [ 33 ]    |
| 2007 | "The Older I Get"      | [ 34 ]    |
| 2007 | "Looking for Angels"   | [ 35 ]    |
| 2009 | "Hero"                 | [ 36 ]    |
| 2009 | "Monster"              | [ 37 ]    |
| 2010 | "Awake and Alive"      | [ 38 ]    |
| 2013 | "Sick of It"           | [ 39 ]    |
| 2013 | "American Noise"       | [ 40 ]    |
| 2014 | "Not Gonna Die"        | [ 41 ]    |
| 2016 | ”Feel Invincibe”       |           |

## Apariții în compilații
| An   | Album                                       | Cântec                               |
| ---- | ------------------------------------------- | ------------------------------------ |
| 1998 | No Lies                                     | "Locked in a Cage"                   |
| 1998 | Surfonic Water Revival                      | "Last Day of Summer"                 |
| 1998 | WWJD                                        | "Whirlwind"                          |
| 2000 | Cross Seekers                               | "Safe with You"                      |
| 2000 | Absolute Modern Worship                     | "How Deep The Father's Love for Us " |
| 2001 | Festival Con Dios                           | "Alien Youth"                        |
| 2001 | Extreme Days: The Soundtrack                | "Come On to the Future"              |
| 2002 | Parachute 2002                              | "One Real Thing"                     |
| 2003 | X 2003: Music Video DVD!                    | "Kill Me, Heal Me (Radio Edit)"      |
| 2004 | Veggie Tales: Veggie Rocks!                 | "Stand"                              |
| 2004 | X 2004: Music Video DVD!                    | "Savior"                             |
| 2005 | Absolute Smash Hits, Vol. 2                 | "A Little More"                      |
| 2005 | X 2005                                      | "Open Wounds"                        |
| 2005 | !HERO (doar John Cooper)                    | Various Tracks                       |
| 2006 | X 2007                                      | "Rebirthing"                         |
| 2006 | OSeven: The Year's Best Christian Rock Hits | "Comatose"                           |
| 2007 | X 2008                                      | "Whispers in the Dark"               |
| 2009 | X 2009                                      | "Live Free or Let Me Die"            |
| 2009 | X 2009: Music Video DVD!                    | "Comatose" (live)                    |
| 2009 | X 2010                                      | "Dead Inside"                        |
| 2010 | WOW Hits 2011                               | "Hero"                               |
| 2011 | WOW Hits 2012                               | "Awake and Alive"                    |
| 2012 | X 2012                                      | "Awake and Alive"                    |
| 2012 | WOW Hits 2013                               | "One Day Too Late"                   |